# Mini's First Time
Mini's First Time (Brasil: Sedutora e Diabólica / Portugal: Para Tudo Há uma Primeira Vez) é um filme de dramédia estadunidense lançado em 2006 e estrelado por Alec Baldwin e Nikki Reed.

## Sinopse
Mini (Nikki Reed) quer se ver livre da mãe alcoólatra, Diane (Carrie-Anne Moss), e está disposta a fazer qualquer coisa para tal, inclusive seduzir o padrasto Martin (Alec Baldwin) e envolvê-lo num esquema para fazer com que a mãe seja declarada louca e internada. Mas a conspiração logo ganha status de assassinato quando o detetive John Garson (Luke Wilson) começa a investigar o caso.

## Elenco
- Alec Baldwin as Martin
- Nikki Reed as Mini Drogues
- Carrie-Anne Moss as Diane
- Jeff Goldblum as Mike Rudell
- Luke Wilson as John Garson
- Svetlana Metkina as Jelena
- Sprague Grayden as Kayla
- Rick Fox as Fabrizio